# Tierra y Libertad, Melchor Ocampo
Tierra y Libertad är en ort i Mexiko.   Den ligger i kommunen Melchor Ocampo och delstaten Zacatecas, i den centrala delen av landet, 700 km norr om huvudstaden Mexico City. Tierra y Libertad ligger 2 100 meter över havet och antalet invånare är 175.
Terrängen runt Tierra y Libertad är kuperad. Runt Tierra y Libertad är det ganska glesbefolkat, med 27 invånare per kvadratkilometer. Närmaste större samhälle är Melchor Ocampo, 4,0 km öster om Tierra y Libertad. Omgivningarna runt Tierra y Libertad är i huvudsak ett öppet busklandskap.